# Bulbophyllum saltatorium
Bulbophyllum saltatorium (tên tiếng Anh là Dancing Bulbophyllum) là một loài phong lan.

## Hình ảnh

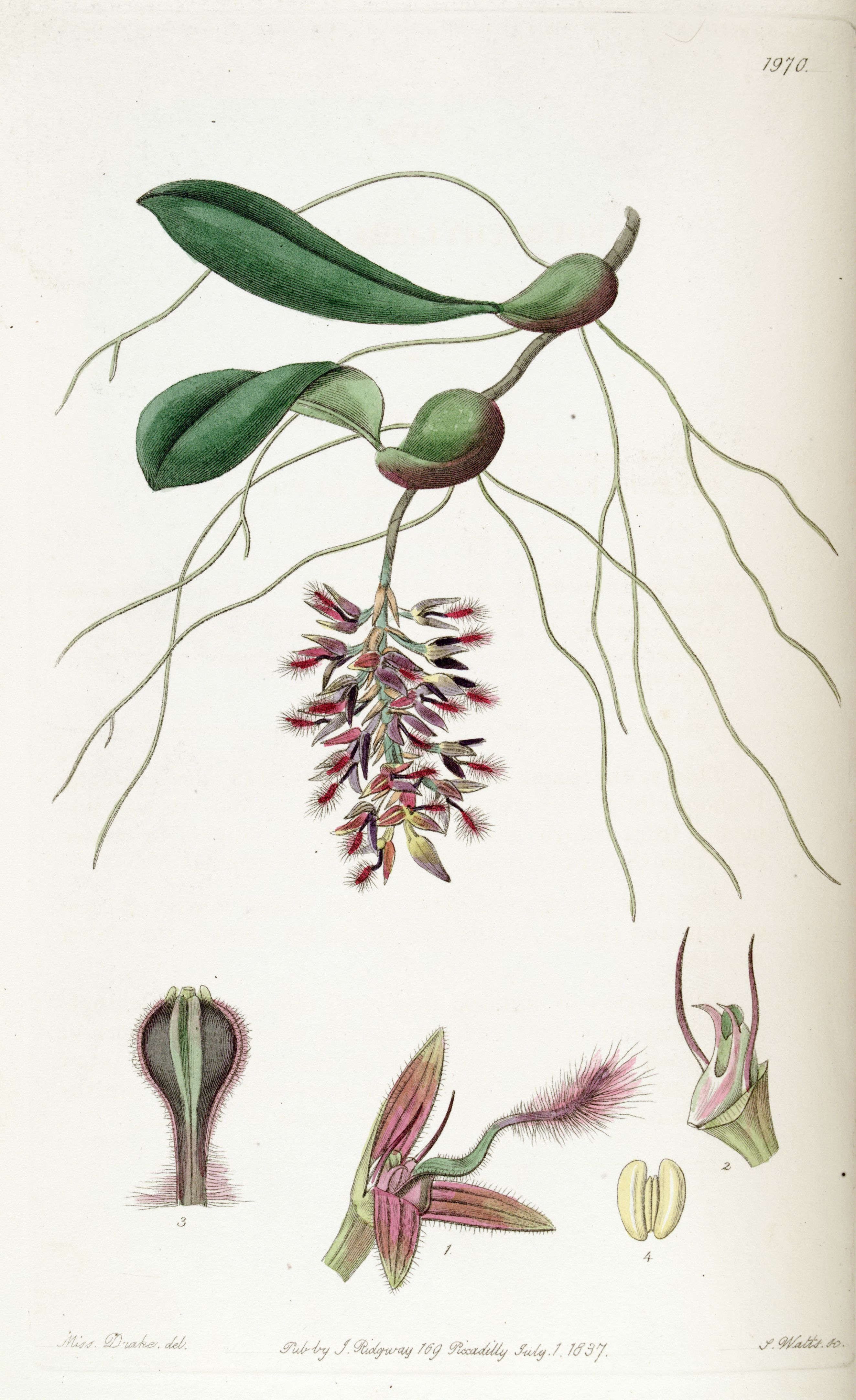
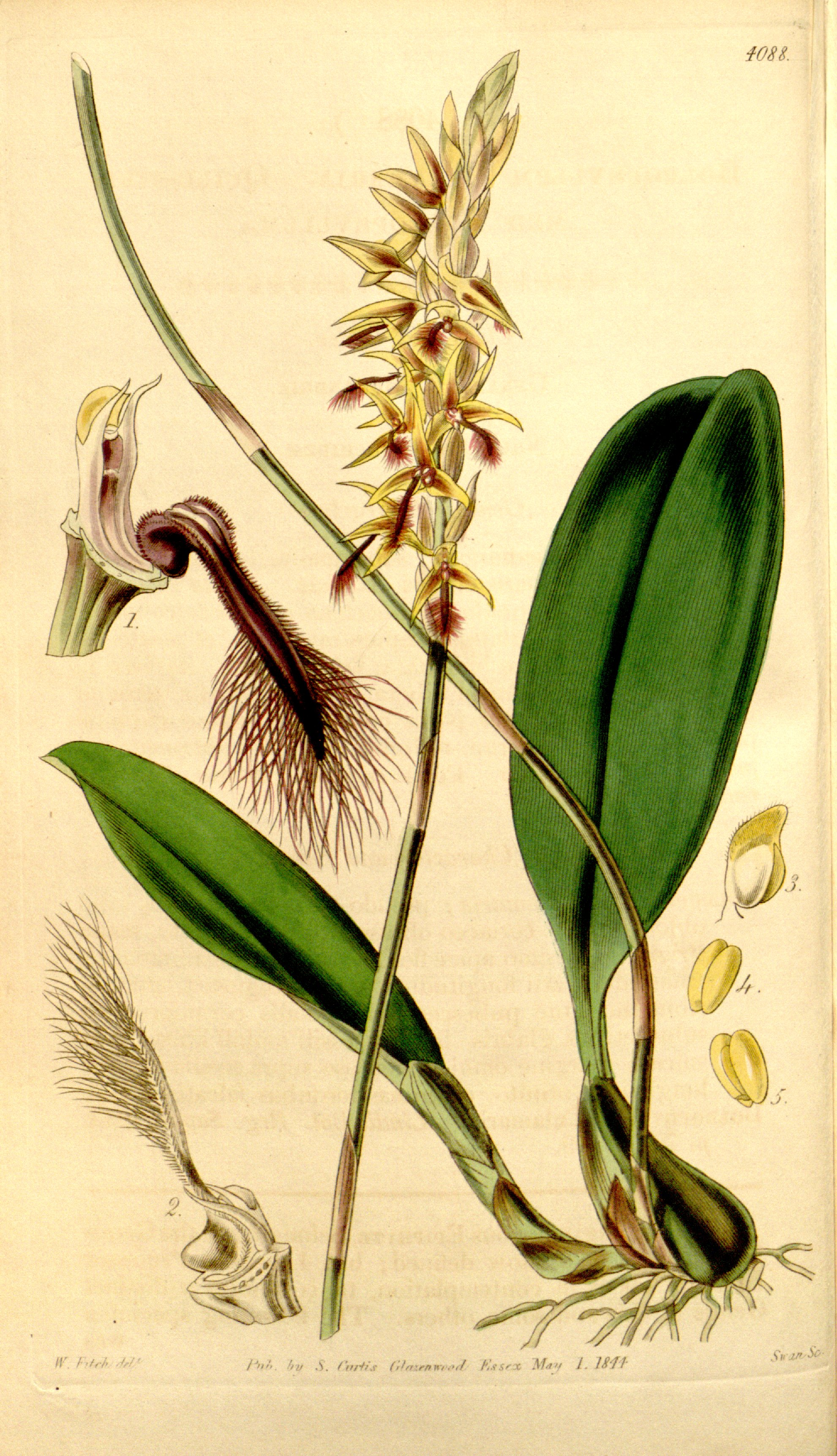